# Party Animals (jeu vidéo)
Pour les articles homonymes, voir Party Animals.
Party Animals est un jeu vidéo de combat en multijoueur, développé par Recreate Games et édité par Source Technology, sorti le 20 septembre 2023 sur Microsoft Windows, Xbox One et Xbox Series. Une démo du jeu est disponible gratuitement du 16 juin 2020 au 21 juin 2020 pendant le Steam Game Festival: Summer Edition et du 4 octobre 2020 au 13 octobre 2020 durant le Steam Game Festival: Autumn Edition.

## Système de jeu
Party Animals est un jeu de combat basé sur la physique dans lequel les joueurs incarnent divers animaux, notamment des chiens, des chats, des canards, des lapins, des requins, des dinosaures ou même des licornes, qu'ils peuvent ensuite customiser avec différentes couleurs et vêtements. Les animaux peuvent se frapper, se lancer, sauter, se donner des coups de pied ou de tête, et sont également capables de ramasser et d'utiliser tout un assortiment d'armes. En subissant une certaine quantité de dégâts, les joueurs sont temporairement assommés, ce qui laisse le temps aux adversaires de les expulser hors de la carte.
Les deux principaux modes de jeu sont Dernier debout et Score d'équipe. Dans Dernier debout, 8 joueurs s'affrontent et sont répartis dans deux ou quatre équipes afin d'être les derniers survivants. Dans Score d'équipe, deux équipes de quatre joueurs s'affrontent avec l'objectif de marquer des points d'une manière dépendante de chaque carte, comme marquer des buts avec un ballon de foot ou voler des bonbons et les ramener dans son camp. En juillet 2024, un nouveau mode de jeu fait son apparition sous le nom de Nemo kart, ou au lieu de se combattre, les huit joueurs s'affrontent dans une course de karting.

## Développement
Le jeu a été développé par Recreate Games, un studio de jeux fondé par Luo Zixiong, l'ancien directeur du design chez Smartisan. Le jeu a été lancé pour la première fois sur Twitter en septembre 2019. Des démos ouvertes du jeu étaient disponibles au public en juin et octobre 2020 pour de courtes périodes. Les développeurs ont révélé dans un communiqué de presse du 1er juillet 2020 que le jeu sortira sur consoles à l'avenir.

## Accueil
Le jeu reçoit des critiques majoritairement positives. Pendant le Steam Game Festival: Autumn Edition, il atteint un sommet de plus de 135 000 joueurs en simultané, ce qui en a fait le quatrième jeu le plus joué sur Steam. Le jeu a aussi rassemblé un grand nombre de téléspectateurs sur Twitch, avec plus de 113 000 téléspectateurs regardant des streams du jeu.

### Distinctions
Le jeu est nommé à deux reprises lors des Games Awards 2023.